# Perodiplosis coronatus
Perodiplosis coronatus är en tvåvingeart som beskrevs av Jean-Jacques Kieffer 1913. Perodiplosis coronatus ingår i släktet Perodiplosis och familjen gallmyggor.
Artens utbredningsområde är Kenya. Inga underarter finns listade i Catalogue of Life.